# 浈江区
浈江区是中国广东省韶关市下辖的一个市辖区，是中共韶关市委、韶关市政府所在地，韶关市的政治、经济、文化中心，位於韶關市區東北部，武江、北江以東，東、南接曲江區，西臨武江區、樂昌市，北連仁化縣，是韶關市轄三區之一，區人民政府駐东河街道。

## 历史
韶关市区是武江和浈江两江交汇处，会合后称作北江。2004年8月以前，市区辖有3区，以河为界，中间的是北江区，东部的是浈江区，西部的是武江区，而当时的曲江县环绕市区，2004年后，原浈江区和北江区合并，成为目前的浈江区。2004年8月，曲江县撤县设区，原屬曲江县的犁市及花坪两镇被划入到本区。

## 行政区划
浈江区下辖3个街道办事处、5个镇：
东河街道、车站街道、风采街道、新韶镇、乐园镇、十里亭镇、犁市镇、花坪镇、田螺冲办事处和曲仁办事处。

## 人口
根據第七次全国人口普查數據，截至2020年11月1日零時，湞江區常住人口為364319人。

## 交通

### 公路
- 323国道， 南韶高速公路， 韶关北环高速

### 鐵路
- 京廣鐵路、贛韶鐵路：韶關東站

## 風景名勝
- 风采楼